# Sovranazionalismo
Il sovranazionalismo è un metodo di processo decisionale in comunità politiche multinazionali, in cui l'intera sovranità nazionale o parte di essa viene trasferita o delegata ad una autorità da parte dei governi degli stati membri. Il concetto di unione sovranazionale è talvolta utilizzato per denominare l'Unione europea, come un nuovo tipo di entità politica. Le unioni sovranazionali si differenziano dalle consuete organizzazioni internazionali per il più marcato grado di integrazione tra i loro membri: questo si può notare per la presenza di un ordinamento giuridico proprio, di una corte di giustizia con poteri vincolanti o di istituzioni dotate di legittimità diretta (ad es. il Parlamento europeo).

## Storia
Storicamente il modello più riuscito di organizzazione sovranazionale si riscontra nelle Comunità europee. La prima organizzazione internazionale ad avere carattere sovranazionale è stata la CECA, dotata di poteri e organi propri nel settore della produzione carbo-siderurgica.
Oggi l'Unione Europea rappresenta il modello più evoluto di integrazione economica e politica e, quindi, di ordinamento sovranazionale. Gli Stati membri, infatti, non hanno solo attribuito alle istituzioni comunitarie il potere di emanare direttive, decisioni e regolamenti, ma anche reso vincolante il loro contenuto, pena la cosiddetta procedura di infrazione.

## Definizione
Sovranazionale o sopranazionale sta ad indicare ciò che «trascende [supera] considerazioni e fini puramente nazionali», si utilizza spesso in riferimento alla sovranità degli Stati che, aderendo ad un'organizzazione, ad una federazione o ad una confederazione internazionale, ammettono una limitata ingerenza di altre strutture su specifiche questioni nazionali e internazionali, con modalità affatto differenti definite da appositi trattati internazionali, implementati e incorporati nell'ordinamento giuridico e nell'ordinamento delle istituzioni nazionali competenti.